# Cayon Gadia
Cayon Jorge Gadia (Inhumas, 23 de agosto de 1945 — São Paulo, 29 de agosto de 2007) foi um produtor de rádio e televisão brasileiro. Gadia trabalhou como diretor musical da TV Tupi São Paulo e Difusora, também de São Paulo, e também ocupou a mesma função no SBT.
Morreu aos 62 anos, de falência múltipla de órgãos, no Hospital 9 de Julho, onde se internara para uma cirurgia no intestino.